# Membrana plasmàtica
|  | No s'ha de confondre amb Paret cel·lular. |

Estructura de la membrana plasmàtica

La membrana plasmàtica (o membrana cel·lular) és una bicapa lipídica que envolta i delimita tota la cèl·lula. És una estructura formada per dues làmines de fosfolípids, glucolípids, proteïnes i glicoproteïnes que envolten, limiten la forma i contribueixen a mantenir l'equilibri entre l'exterior (medi extracel·lular) i l'interior (medi intracel·lular) de les cèl·lules. Actua com a contenidor del citosol i dels diferents orgànuls i compartiments interns de la cèl·lula oferint-li també protecció mecànica. Regula l'entrada i la sortida de diverses molècules i substàncies entre el citoplasma i el medi extracel·lular. El seu gruix és d'uns 75 àngstroms per la qual cosa tan sols pot ser vista a través d'un microscopi electrònic.
La membrana està formada principalment per lípids i proteïnes (entre els quals glicolípids, fosfolípids, glicoproteïnes, etc.), sent els lípids la base estructural gràcies a la seva condició de molècules amfipàtiques (que poden formar bicapes lipídiques a l'hora d'agrupar-se en micel·les, formant micel·les bicapa) i insolubles en aigua. A més, la composició dels lípids afecta a la fluïdesa, tenint en compte que com més dobles enllaços existeixen (insaturacions a les cadenes hidrocarbonades dels lípids), la fluïdesa serà major. Altres lípids com el colesterol també regulen la fluïdesa (cal tenir en compte, però, que aquests només es troben en cèl·lules animals, a excepció d'alguns casos puntuals, com en les cèl·lules de la fruita de l'alvocat, que contenen colesterol). Com més colesterol hi hagi, menys fluida serà la membrana; aquest sistema és lògic que no existeixi en les cèl·lules vegetals, perquè aquestes estan limitades per la paret cel·lular i, per tant, no poden expandir-se fins a explotar, no necessiten un reforç d'unió entre les molècules de la membrana plasmàtica.
Aquesta estructura és pràcticament la mateixa en totes les anomenades membranes cel·lulars (les membranes plasmàtiques i les membranes dels orgànuls que pertanyen al sistema endomembranós). No obstant això, no són exactament iguals químicament. A més, en les cèl·lules eucariotes animals s'hi pot trobar una estructura adherida composta per glicolípids i glicoproteïnes que es troba al medi extern de la membrana plasmàtica anomenat glicocalze o glicocàlix; aquesta desenvolupa unes funcions diferents de les pròpies de la membrana plasmàtica i cal considerar-la a part.

## Funcions
- Defineix l'extensió cel·lular.
- Separa el medi intern de l'extern.
- Transport molecular: controla l'entrada i sortida de molècules i ions i transporta molècules de l'interior a l'exterior de la cèl·lula.
- Participa en la transmissió de l'impuls nerviós, recepció d'estímuls.
- Estableix unions amb altres cèl·lules.[9]

## Composició química
La composició química de la membrana plasmàtica ha estat estudiada a partir de les membranes d'eritròcits humans.
Tenint en compte el seu pes, la membrana plasmàtica d'una cèl·lula eucariota està formada aproximadament per:
- Fins a un 50% Lípids[10][11]

- Fins a un 50% Proteïnes

- i entre 2-10% Glúcids que formen part del glicocàlix.

Com que el pes de les proteïnes és notablement superior al dels lípids, tenim que per cada molècula proteica n'hi ha una cinquantena de lípids (1:50).

## Organització macromolecular
La membrana plasmàtica presenta el model de mosaic fluid. Mitjançant criofractura se separen les dues capes per al seu estudi. Cada tros es diu hemimembrana.
- Hemimembrana externa. Té ara dues capes, la qual ja existia, i altra exoplàsmica.

- Hemimembrana interna. La cara nova que apareix és en la qual es troben les proteïnes.

## Lípids de la membrana
- Fosfolípids (els més abundants)
- Molècules amfipàtiques

### Característiques

#### Autoengalzament i autosegellat
Els fosfolípids, en contacte amb el medi aquós, formen espontàniament estructures de bicapa. La manera d'evitar que les cues hidròfobes dels extrems toquin amb l'aigua és autosegellar-se i formar compartiments tancats.
Aquests compartiments tancats que generen els fosfolípids tenen, com ja hem dit abans, dues cares:
- La cara "eE" (extraplasmàtica). Està en contacte amb el medi extern.
- La cara "c" (citosòlica). Està en contacte amb el citosol.

#### Fluïdesa bidireccional
La membrana plasmàtica és una estructura dinàmica on els fosfolípids poden moure's d'acord amb els següents moviments: 
- Moviment lateral (difusió o desplaçament lateral. Molt freqüent)
- Rotació (girs sobre el seu propi eix)
- Flexió (moviment de les cues)
- Flip-flop (canvi d'una cara de la membrana a l'altra, és energèticament molt desfavorable. Es precisa l'acció dels enzims flipases)

La cèl·lula regula la fluïdesa de la membrana modificant-ne la composició lipídica. Per exemple, la presència d'insaturacions a les cues dels fosfolípids dificulta l'empaquetament dels fosfolípids i fa augmentar la fluïdesa de la membrana, ja que en un doble enllaç químic (insaturació) la cadena hidrocarbonada "es torça", cosa que dificulta que les molècules es puguin agrupar.
La fluïdesa bidireccional de la membrana fa possible processos com la divisió cel·lular, la fecundació, la locomoció, la secreció, la fagocitosi, etc.

#### Asimetria
- Asimetria transversal: la composició lipídica de les dues monocapes és diferent. Presència de glicolípids en la monocapa "e" (extraplasmàtica). Presència majoritària de fosfolípids de càrrega negativa en la monocapa "c" (citosòlica).

- Asimetria lateral: hi ha zones de la membrana on es concentren determinats tipus de lípids; constituint els microdominis lipídics.

#### Diversitat en la composició
Existeixen diferències en la composició lipídica de la membrana plasmàtica dels diferents tipus de cèl·lules en un mateix organisme. També entre les diferents membranes cel·lulars: membrana del reticle endoplasmàtic, membrana del nucli, membrana plasmàtica, etc.

## Proteïnes de la membrana

### Característiques
- Són les responsables de la majoria de les funcions.
- La quantitat i el tipus de proteïna dependrà de la funció que tingui la membrana.
- A més quantitat de proteïna, més activitat.
- Distribució asimètrica: la part glicosada sempre és al costat extracitosòlic.
- Diversitat en la composició.
- Capacitat de difondre per la membrana: difusió lateral.

### Funcions
- Transportadores de ions, monosacàrids, aminoàcids.
- Connectores: connexions entre cèl·lules.
- Receptores de senyals (no s'ha de confondre amb la funció del ja anomenat glicocalze, que proporciona a la cèl·lula el fet de poder ser reconeguda i que reconeix estímuls externs per mitjà dels receptors de membrana).
- Enzims: adenilat, ciclasa.

### Tipus
Segons el tipus d'unió a la membrana, les proteïnes poden ser integrals o perifèriques.

#### Proteïnes integrals
Estableixen enllaços covalents amb lípids de la membrana.

##### Proteïnes integrals transmembrana
- Travessen la membrana en forma d'hèlix α (unipas o multipas) o de barril β.
- Participen en el transport de molècules.
- La part no citosòlica acostuma a estar glicosilada i amb ponts disulfur.
- Són les més freqüents.

Exemple: glicoforina.

##### Proteïnes integrals no transmembrana
És molt freqüent l'enllaç glicosídic o GPI entre la proteïna i el glucolípid fosfatidilinositol. Altres tipus d'enllaç són l'amino i el tioester.

#### Proteïnes perifèriques
Estableixen unions no covalents amb proteïnes integrals de la membrana i són més freqüents a la cara del citosol.
Exemples: espectrina i anquirina.

### Mecanismes de restricció de la mobilitat de les proteïnes de membrana

#### Agregats proteics
Les proteïnes queden acumulades i immobilitzades en un punt concret de la membrana.

##### Tipus
- Agregats proteics de la mateixa membrana (bacteris)
- Agregats proteics de la matriu extracel·lular
- Agregats proteics del citoesquelet
- Agregats proteics de la membrana d'una cèl·lula veïna

#### Microdominis lipídics
Els microdominis lipídics són zones riques en esfingolípids i colesterol, on la membrana és molt poc fluida i les proteïnes queden immobilitzades.

## Glicocalze
És una zona rica en carbohidrats que envolta la membrana plasmàtica de les cèl·lules eucariotes.

### Composició química
- Cadenes d'oligosacàrids de glicoproteïnes, glicolípids i proteoglicans.
- Glicoproteïnes i proteoglicans secretats a l'exterior de la cèl·lula i que han quedat retinguts al glicocàlix.

### Funcions de reconeixement cel·lular
Es realitza a través de les cadenes d'oligosacàrid del glicocàlix per dues raons:
- La gran diversitat de combinació dels monosacàrids.
- La posició exposada dels oligosacàrids del glicocàlix.

Intervé en:
- El desenvolupament embrionari (un glicolípid fa diferenciar la mòrula).
- Interaccions cel·lulars (fecundació, processos patològics, immunològics, formació de teixits, etc.).
- Processos neoplàsics.

## Diferenciacions morfològiques de la membrana plasmàtica
Són diferenciacions morfològiques per realitzar determinades funcions. Es troben en cèl·lules aïllades i en cèl·lules de teixits. Existeixen dos tipus de diferenciacions:

### Digitacions

#### Funcions
- Incrementar la superfície cel·lular.
- Intercanvis amb el medi extracel·lular.
- Reserva de superfície (cèl·lules aïllades com els macròfags o els òvuls).

#### Tipus
- Microvellositats: En cèl·lules intestinals estan en el domini apical. En macròfags i òvuls, recobreixen tota la superfície.
- Invaginacions: Són "entrades" de la membrana plasmàtica a l'interior de la cèl·lula. Permeten la reabsorció de molècules. Característiques de les cèl·lules renals.
- Interdigitacions: Estan situades al domini lateral de les cèl·lules epitelials. Permeten l'intercanvi de molècules entre cèl·lules adjacents. En cèl·lules de la bufeta també actuen de reserva de superfície.

### Unions cel·lulars
Permeten la formació de teclat